# Carmine Benincasa

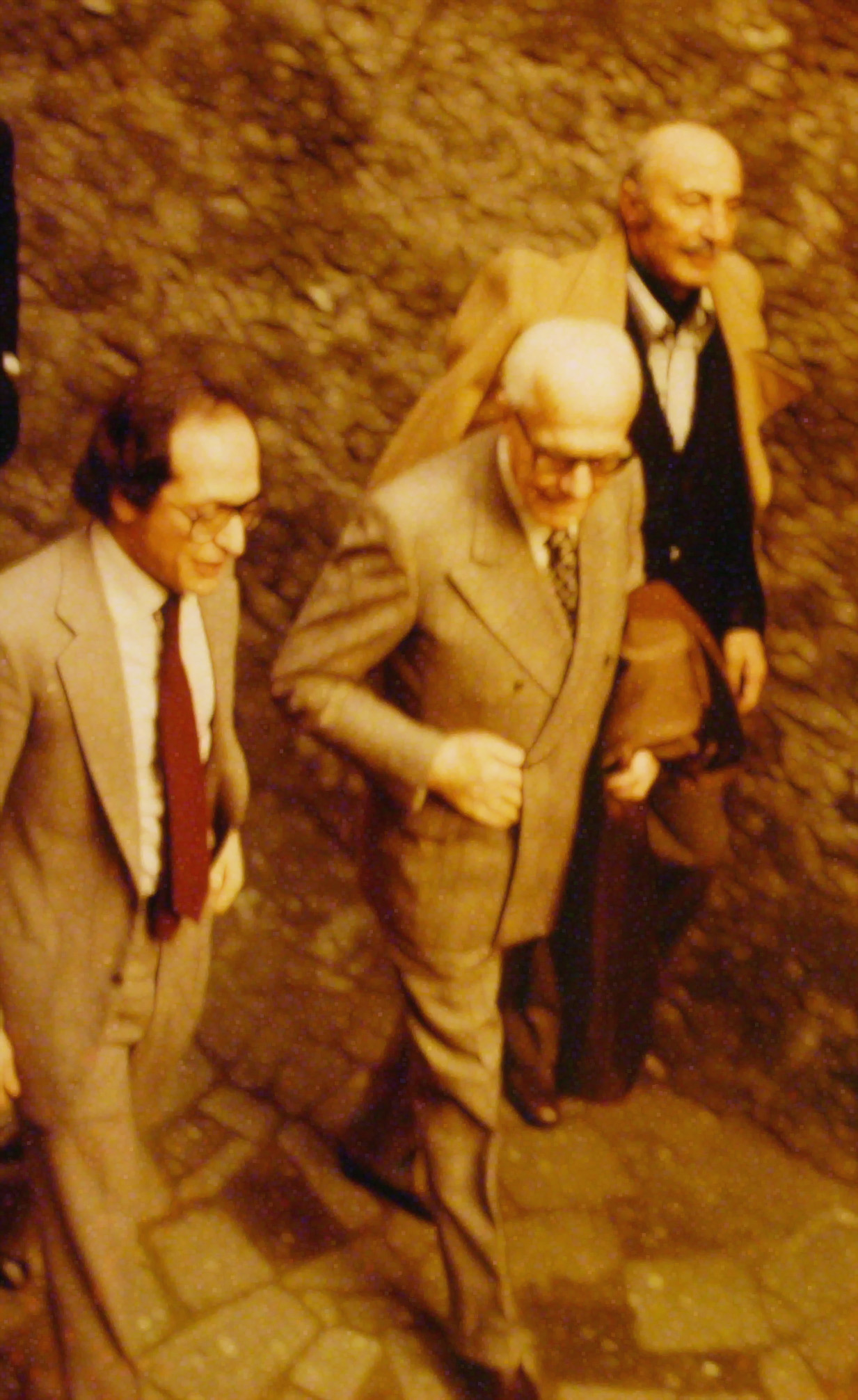
Carmine Benincasa (à gauche) avec le président Sandro Pertini (au centre) et Umberto Mastroianni (à droite).

Carmine Benincasa, né en 1947 à Eboli (Italie), et mort le 3 août 2020, est un historien d'art, commissaire d'exposition, écrivain et critique d'art, auteur de multiples essais critiques sur l'art contemporain et la théologie.

## Biographie
Carmine Benincasa a été professeur d'histoire de l'art à l'Académie des Beaux-Arts de Macerata et de Florence et professeur de l'histoire de l'art à la Faculté d'architecture de l'université La Sapienza de Rome. 
Il a publié de nombreux essais, articles, monographies sur les principaux auteurs de l'art contemporain.

## Œuvres
- Chiesa e storia del cardinale Emmanuel Suhard e il Concilio Vaticano II – Ed. Paoline, 1967
- L’interpretazione tra futuro e utopia – Ed. Magma, Roma 1973
- Sul manierismo – Come dentro uno specchio, La Nuova Foglio Editrice 1975; 2° ed – Ed. Officina, Roma
- Babilonia in fiamme – Saggi sull’arte contemporanea – Ed. Electa, Milano 1978
- Architettura come dis-identità – Ed. Dedalo, Bari 1978
- L’altra scena – Saggi sul pensiero antico, medioevale e controrinascimentale – Ed. Dedalo, 1979
- Anabasi – Architettura e arte 1960/1980 – Ed. Dedalo, Bari 1980
- Portale - Alle soglie del sapere – Ed. del Tornese, 1980
- Oriente allo specchio – Ed. 2C, Roma 1982
- Georges Braque – Opere dal 1900 al 1963 – Ed. Marsilio, Venezia 1982
- Verso l’altrove – Fogli eretici sull’arte contemporanea – Ed. Electa, Milano 1983
- Alvar Aalto – Ed. Leader, 1983
- Umberto Mastroianni – Monumenti 1945/1946 – Ed. Electa, Milano 1986
- Il colore e la luce – L’arte contemporanea – Ed. Spirali, Milano 1985
- André Masson – L’universo della pittura – Ed. Mondatori, Milano 1989
- Clara Halter - Trace - Ed. Robert Laffont; First Edition edition, 1992
- Il tutto in frammenti : arte del XX secolo : una nuova interpretazione storica Ed. Giancarlo Politi, Milano 1994